# Parascolopsis qantasi
Parascolopsis qantasi är en fiskart som beskrevs av Russell och Gloerfelt-tarp, 1984. Parascolopsis qantasi ingår i släktet Parascolopsis och familjen Nemipteridae. Inga underarter finns listade i Catalogue of Life.